# Scheune Huntloser Straße 11
Die Scheune Huntloser Straße 11 im nordöstlichen Ortsteil Dötlingen-Ohe stammt aus dem 19. Jahrhundert. Aktuell (2023) wird sie als Wohnhaus genutzt.
Das Gebäude steht unter Denkmalschutz (siehe auch Liste der Baudenkmale in Dötlingen).

## Geschichte
Das eingeschossige Gebäude in Fachwerk mit sichtbaren Steinausfachungen, verbrettertem Giebeldreieck und Satteldach wurde in der 1. Hälfte des 19. Jahrhunderts gebaut. Das Haus wurde zu Wohnzwecken umgebaut und damit erheblich verändert.
Das Landesdenkmalamt befand: „… geschichtliche Bedeutung … als beispielhafte Ausprägung einer Scheune aus der 1. Hälfte des 19. Jhs. …“